# Le Chasseur (Le Fauconnier)
Pour les articles homonymes, voir Le Chasseur.
Le Chasseur est un tableau réalisé par le peintre français Henri Le Fauconnier en 1911-1912. Cette huile sur toile cubiste représente un chasseur. Exposée au Salon des indépendants de 1912, elle est aujourd'hui conservée au musée d'Art de La Haye, à La Haye, tandis qu'une version ultérieure de 1912 se trouve au Museum of Modern Art, à New York.

## Expositions
- Salon des indépendants de 1912, Paris, 1912.
- Apollinaire critique d'art, Pavillon des Arts, Paris, 1993 — n°78.